# BO-157
BO-157 – radziecki, a następnie rumuński ścigacz okrętów podwodnych z okresu zimnej wojny, jeden z trzech pozyskanych przez Rumunię okrętów projektu 122bis. Okręt został zwodowany 15 czerwca 1955 roku w stoczni numer 340 w Zielenodolsku, a do służby w Marynarce Wojennej ZSRR przyjęto go 18 października 1955 roku. W grudniu tego roku jednostka została zakupiona przez Rumunię i weszła w skład Marynarki Wojennej tego państwa w styczniu 1956 roku. Okręt, oznaczony numerami V-61 i V-1, w 1991 roku otrzymał imię „Comandor Eugeniu Botez”. Jednostka została wycofana ze służby w latach 90. XX wieku.

## Projekt i budowa
Prace nad dużym ścigaczem okrętów podwodnych, będącym rozwinięciem ścigaczy proj. 122A, rozpoczęły się w ZSRR w 1943 roku. Ostateczny projekt jednostki o nazwie 122bis powstał w biurze konstrukcyjnym CKB-51 w Gorki w 1944 roku. W porównaniu do poprzedników nowe okręty miały większą wyporność, doskonalsze uzbrojenie ZOP i wzmocniony kadłub, a przez to wzrosła ich dzielność morska. W 1946 roku rozpoczęto produkcję seryjną, budując łącznie 227 okrętów .
BO-157 (ros. Bolszoj Ochotnik) zbudowany został w stoczni numer 340 w Zielenodolsku (nr budowy 922)  . Stępkę okrętu położono 29 marca 1955 roku, został zwodowany 15 czerwca 1955 roku, a do służby w Marynarce Wojennej ZSRR wszedł 18 października 1955 roku  .

## Dane taktyczno-techniczne

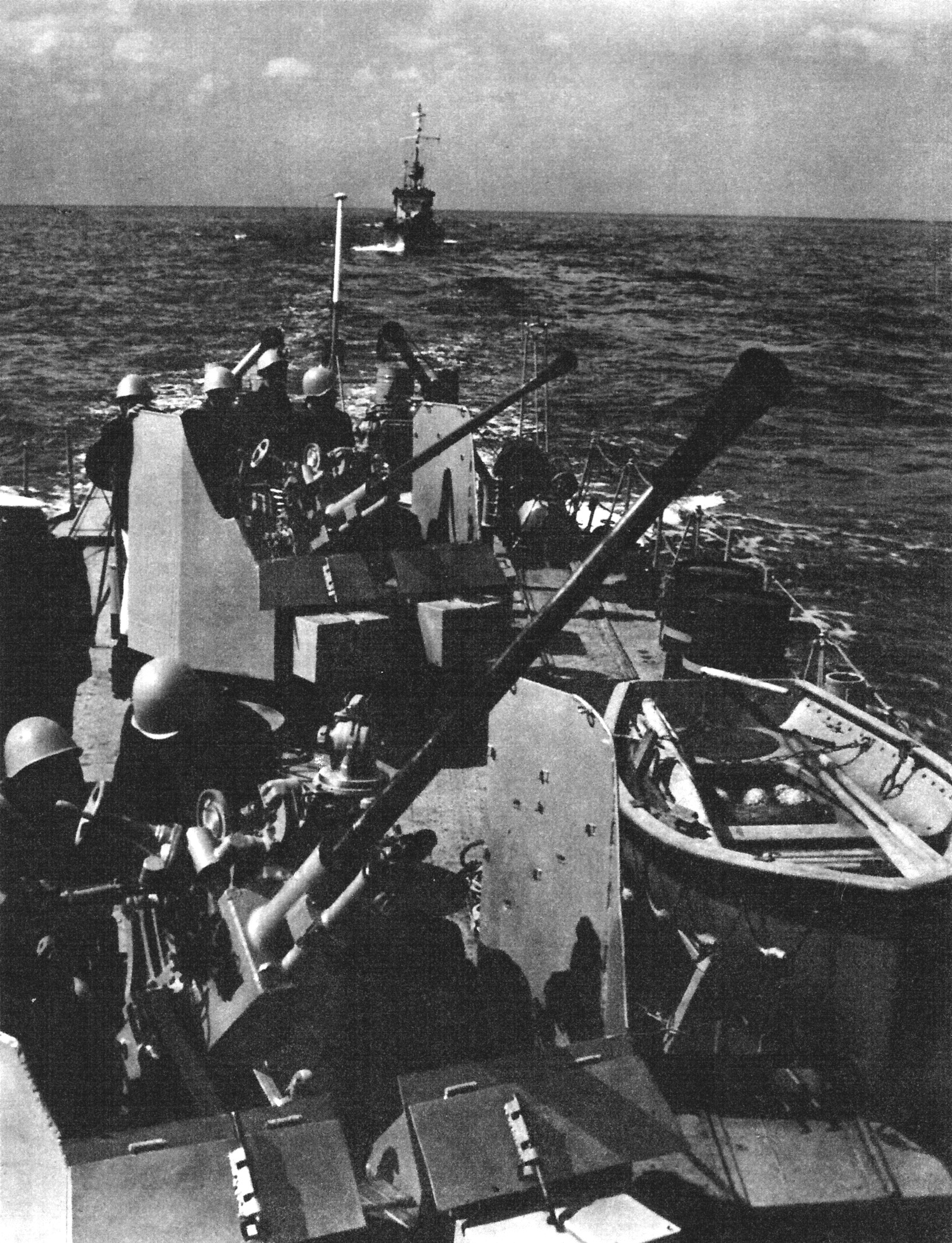
Działka 70-K na pokładzie polskiego ścigacza proj. 122bis

Okręt był dużym, pełnomorskim ścigaczem okrętów podwodnych. Długość całkowita wynosiła 52,2 metra (49,5 metra na konstrukcyjnej linii wodnej), szerokość 6,6 metra i zanurzenie 2,2 metra . Kadłub podzielony był na dziesięć przedziałów wodoszczelnych i miał na większej części dno podwójne. Wyporność standardowa wynosiła 302 tony, a pełna 336 ton. Okręt napędzany był przez trzy silniki wysokoprężne 9D o łącznej mocy 3300 KM, z których dwa zewnętrzne umieszczone były w maszynowni dziobowej, a środkowy – w przedziale rufowym . Trzy wały napędowe, połączone z silnikami sprzęgłami zębatymi typu 4MA, poruszały trzema trójłopatowymi śrubami o średnicy 1,13 m każda. Maksymalna prędkość okrętu wynosiła 18,7 węzła, a ekonomiczna 12 węzłów. Okręt zabierał 18 ton paliwa, co pozwalało osiągnąć zasięg wynoszący 3000 Mm przy prędkości 8,5 węzła lub 399 Mm przy prędkości 18,5 węzła. Energię elektryczną zapewniały dwa generatory wysokoprężne DG-18 . Autonomiczność wynosiła 10 dób .
Uzbrojenie artyleryjskie jednostki stanowiło umieszczone na dziobie osłonięte tarczą pancerną pojedyncze działo kal. 85 mm 90-K L/52, z zapasem amunicji wynoszącym 230 sztuk. Kąty ostrzału wynosiły 0–155° na każdą burtę, kąt podniesienia lufy od -5 do +85°, donośność pozioma 15 500 metrów (pionowa 10 500 metrów), a teoretyczna szybkostrzelność 18 strz./min. W części rufowej znajdowały się dwa pojedyncze działka plot. kal. 37 mm 70-K L/73 (również osłonięte tarczami pancernymi), z zapasem amunicji wynoszącym 1000 sztuk na lufę. Kąt podniesienia lufy wynosił od -10 do +85°, donośność pozioma 8400 metrów (pionowa 5000 metrów), a teoretyczna szybkostrzelność 150 strz./min. Prócz tego na okręcie zamontowano trzy podwójne stanowiska wielkokalibrowych karabinów maszynowych 2M-1 kal. 12,7 mm L/79, z zapasem 2000 sztuk amunicji na lufę (jedno na dziobie, za działem 85 mm i dwa za kominem na pokładzie przy burtach) . Kąt podniesienia lufy wynosił od -10 do +90°, donośność pozioma 3500 metrów (pionowa 1500 metrów), a teoretyczna szybkostrzelność 250 strz./min. Broń ZOP stanowiły dwa rakietowe miotacze bomb głębinowych RBU-1200 na dziobie jednostki (z zapasem 32 bomb RGB-1, a później RGB-12), dwa miotacze i dwie zrzutnie bomb głębinowych B-1 (z łącznym zapasem 30 bomb). Alternatywnie okręt mógł przenosić do 18 min . Wyposażenie uzupełniał trał kontaktowy KPT-1, fumator DA-3 i 10 świec dymnych MDSz. Wyposażenie radioelektroniczne obejmowało radiostację R-609, dwa kompasy magnetyczne, żyrokompas Kurs-4, log 1R-2, echosondę NEŁ-3, sonar Tamir-10 lub Tamir-11 oraz radar Neptun .
Załoga okrętu składała się z 54–55 oficerów, podoficerów i marynarzy .

## Służba
BO-157 służył niespełna miesiąc we Flocie Czarnomorskiej, do 10 listopada 1955 roku . W grudniu 1955 roku jednostka została zakupiona przez Rumunię (wraz z bliźniaczymi ścigaczami BO-161 i BO-466) . Okręt przyjęto w skład Marynarki Wojennej tego państwa w styczniu 1956 roku pod oznaczeniem V-61  . Później numer burtowy jednostki zmieniono na V-1 . W latach 80. dokonano modernizacji uzbrojenia i wyposażenia radioelektronicznego jednostki: zdemontowano działo kal. 85 mm, wszystkie stanowiska 2M-1 kal. 12,7 mm i radar Neptun, instalując w zamian podwójne stanowisko wkm kal. 14,5 mm i nową stację radiolokacyjną . W 1991 roku okręt otrzymał nazwę „Comandor Eugeniu Botez” . Jednostka została wycofana ze służby w latach 90. XX wieku  .